# 나우루 올림픽 위원회
나우루 올림픽 위원회(영어: Nauru Olympic Committee)는 나우루를 대표하는 국가 올림픽 위원회이다. IOC 코드는 NRU이다. 본부는 야렌 구에 있으며 오세아니아 국가 올림픽 위원회에 소속되어 있다.
1991년에 설립되었으며 1994년에 국제 올림픽 위원회의 승인을 받았다. 올림픽, 퍼시픽 게임, 코먼웰스 게임을 비롯한 국제 스포츠 대회에 참가하는 나우루의 선수들을 대표한다.

## 같이 보기
- 올림픽 나우루 선수단